# Lapin au cidre
Le lapin au cidre est une spécialité culinaire originaire de Picardie.

## Caractéristiques
Il s'agit de cuire le lapin en ragoût dans une sauce mélangeant cidre et confiture de fruits rouges, puis de le servir accompagné de pommes sautées et de baies de fruits (groseilles, cassis, cerises, framboises…). Échalote et lardons sont traditionnellement ajoutés à l'accompagnement.
C'est un plat complet et fruité, préparé tout au long de l'année. La Picardie est l'unique région à incorporer des fruits rouges dans la recette, et ainsi en faire un des rares plats aigres-doux de France métropolitaine.

## Histoire
C'est une association de l'ensemble des terroirs picards qui a donné naissance à cette recette. Les cidres et les pommes de Thiérache, du Pays de Bray, de l'Amiénois et du Vimeu sont associés aux fruits rouges du Noyonnais, situé au centre de la région.
La présence abondante de gibier sur l'ensemble du territoire permet l'apport de viande. C'est ainsi qu'en baie de Somme, cette recette peut être réalisée avec du canard ; alors qu'en Thiérache, Laonnois ou Soissonnais, elle peut l'être aussi avec du sanglier. Le lapin ne doit son nom à la recette qu'au fait qu'on en trouve toute l'année, contrairement aux autres gibiers, limités aux périodes de chasse.
La recette est aujourd'hui présente dans toutes les régions de France productrices de cidre, depuis la Bretagne et la Normandie, jusqu'en Savoie-Dauphiné, ou encore Pays basque ou Limousin.

## Accord mets/vins
Outre le cidre traditionnel pour accompagner ce mets, il peut faire un mariage heureux avec un vin rouge tel que le monthélie, le bourgueil, le chinon et le côtes-de-nuits ; ou avec un vin blanc comme le crozes-hermitage, le saint-joseph et le saint-véran.